# Graciano del Castillo
Graciano del Castillo Márquez (9 de octubre de 1968) es un ex futbolista mexicano. Fue junto a Óscar Olvera, Héctor Hernández Ezpitia y Gerardo Fernández parte del grupo de mexicanos que jugaron para el Cienciano en 2002. 

## Clubes como futbolista
| Club                       | País   | Año         |
| -------------------------- | ------ | ----------- |
| Tampico Madero Fútbol Club | México | 1989 - 1990 |
| Querétaro Fútbol Club      | México | 1992 - 1994 |
| Lawn Tennis                | Perú   | 1998 - 2001 |
| Club Sportivo Cienciano    | Perú   | 2002        |